# Distretto di Wake
Il distretto di Wake (和気郡, Wake-gun?) è uno dei distretti della prefettura di Okayama, in Giappone.
Attualmente fa parte del distretto solo il comune di Wake.
| Controllo di autorità | VIAF (EN) 255474521 · NDL (EN, JA) 00393644 |